# Гребля в горах
«Гребля в горах» — радянський художній фільм 1979 року, знятий режисером Нодаром Манагадзе на кіностудії «Грузія-фільм».

## Сюжет
У гірському районі Грузії будується гребля. Затопленню території заважають старі села та мешканці, які не бажають переїжджати до селищ міського типу. Це розповідь про людей, які зуміли захистити свою малу батьківщину від жахливої безгосподарності. Фільм вийшов у обмеженому прокаті (59 копій).

## У ролях
- Темо Шіо — (дубляж: Володимир Прокоф'єв)
- Нодар Манагадзе — Леван (дубляж: Сергій Мартинов)
- Заза Колелішвілі — Гіго (дубляж: Валентин Грачов)
- Олена Зурабашвілії — Маро (дубляж: Ніна Зорська)
- Микола Ахалкацишвілі — Кітес (дубляж: Олексій Алексєєв)
- Манана Діхамідзе — Мзія (дубляж: Лариса Даниліна)
- Реваз Чархалашвілі — Петре (дубляж: Олег Голубицький)
- Нана Есакія — Тамро (дубляж: Валентина Тежик)
- Сосо Абрамішвілі — Бакур (дубляж: Яків Бєлєнький)
- Семен Дашту — роль другого плану
- Михайло Нанейшвілі — Міхо

## Знімальна група
- Режисер — Нодар Манагадзе
- Сценаристи — Коба Арабулі, Гурам Гегешидзе, Нодар Манагадзе
- Оператори — Едуард Григорян, Нугзар Еркомаїшвілі
- Композитори — Гурам Бзванелі, Анзор Еркомаїшвілі
- Художник — Темо Джапарідзе